# Yves Narduzzi
Yves Narduzzi, né le 10 octobre 1969, est un céiste français de slalom. 
Il est médaillé d'argent en canoë monoplace (C1) par équipe aux Championnats du monde 1997 à Três Coroas. Il est entraineur depuis 1998 et cumule des titres de Champion du monde, Champion d'Europe individuels et de nombreuses médailles internationales avec les athlètes qu'il a entrainé.
Il est l'époux de la kayakiste Anne-Lise Bardet.